# Joan Balcells
Juan Manuel Balcells Fornaguera, detto Joan (Barcellona, 20 giugno 1975), è un allenatore di tennis ed ex tennista spagnolo.

## Carriera
In carriera ha vinto un titolo in singolare, il Romanian Open nel 2000. Nei tornei del Grande Slam ha ottenuto il suo miglior risultato raggiungendo i quarti di finale di doppio a Wimbledon nel 2001, in coppia con l'olandese Sjeng Schalken.
In Coppa Davis ha disputato un totale di 12 partite, collezionando 8 vittorie e 4 sconfitte. Con la squadra spagnola ha vinto la competizione nel 2000, vincendo in finale il doppio in coppia con Àlex Corretja.

## Statistiche

### Singolare

#### Vittorie (1)
| Numero | Anno              | Torneo                  | Superficie  | Avversario in finale | Punteggio     |
| 1.     | 17 settembre 2000 | Romanian Open, Bucarest | Terra rossa | Markus Hantschk      | 6-4, 3-6, 7-6 |

### Singolare

#### Finali perse (1)
| Numero | Anno          | Torneo                          | Superficie | Avversario in finale | Punteggio |
| 1.     | 11 marzo 2002 | Tennis Channel Open, Scottsdale | Cemento    | Andre Agassi         | 2-6, 6-7  |

### Doppio

#### Finali perse (2)
| Numero | Anno           | Torneo                             | Superficie  | Compagno           | Avversari in finale           | Punteggio     |
| 1.     | 12 marzo 2000  | Cerveza Club Colombia Open, Bogotà | Terra rossa | Mauricio Hadad     | Pablo Albano Lucas Arnold Ker | 6-7, 6-1, 2-6 |
| 2.     | 8 gennaio 2001 | Qatar Open ATP, Doha               | Cemento     | Andrej Ol'chovskij | Mark Knowles Daniel Nestor    | 3-6, 1-6      |